# ونمنی
ونمنی (به انگلیسی: Venmony) یک روستا در هند است که در بخش الاپوژا واقع شده‌است.

## خصوصیات
ونمنی ۲۱٬۱۹۶ نفر جمعیت دارد.